# Homare Tokuda
Homare Tokuda (japanisch 徳田 誉 Tokuda Homar; * 18. Februar 2007 in der Präfektur Chiba) ist ein japanischer Fußballspieler.

## Karriere

### Verein
Homare Tokuda erlernte das Fußballspielen in der Jugend des Erstligisten Kashima Antlers. Sein Erstligadebüt gab Tokuda als Jugendspieler am 16. Juni 2024 (18. Spieltag) im Heimspiel gegen Albirex Niigata. Bei dem 1:1-Unentschieden wurde er in der 90.+5 Minute für den Slowaken Aleksandar Čavrić eingewechselt.

### Nationalmannschaft
Homare Tokuda spielte 2022 einmal für die japanische U16-Nationalmannschaft. Hier kam er am 5. Mai 2022 in einem Freundschaftsspiel gegen Norwegen zum Einsatz. Bei der 1:2-Niederlage stand er die gesamte Spielzeit auf dem Feld. 2023 nahm er mit der U17-Nationalmannschaft an der U-17-Weltmeisterschaft in Indonesien teil. Hier kam er in zwei Gruppenspielen sowie im Achtelfinale gegen Spanien zum Einsatz. Das Spiel gegen Spanien wurde mit 2:1 verloren.